# Xiphophorus monticolus
Xiphophorus monticolus es una especie de peces de la familia de los pecílidos en el
orden de los ciprinodontiformes.

## Morfología
Los machos pueden alcanzar los 5 cm de longitud total y las hembras los 6,4 cm.

## Distribución geográfica
Se encuentran en América: México.